# Estadio Cacique Jamundí
El Estadio Cacique Jamundí es un complejo deportivo que está ubicado en Jamundí. Después de ser la sede de Depor Aguablanca entre los años 2006 y 2008, volvió a ser sede del equipo en los años 2010 y 2015 durante la remodelación del Estadio Olímpico Pascual Guerrero. Actualmente es usado por equipos juveniles para practicar diversos deportes.